# Lode Runner
Lode Runner é um videojogo de puzzle de 1983, lançado primeiramente pela Brøderbund. É um dos primeiros jogos a incluir um editor de níveis, que possibilitava que os jogadores desenvolvessem seus próprios níveis. Este recurso reforçou a popularidade do jogo, com revistas como a Computer Gaming World realizando competições para ver quem poderia construir o melhor nível. Tozai, Inc. detém atualmente a propriedade intelectual e os direitos de marca registrada de Lode Runner.

## Noções básicas
O jogador controla um boneco que deve coletar todo o ouro em um nível, evitando os guardas que tentam pegar o jogador. Depois de coletar todo o ouro, o jogador deve chegar ao topo da tela para passar de nível. Existem 150 níveis no jogo, que desafiam progressivamente as habilidades de resolução de problemas ou tempos de reação dos jogadores.
Os níveis apresentam um motivo de plataforma de tijolos de vários andares, com escadas e barras manuais suspensas que oferecem várias maneiras de viajar. O jogador pode cavar buracos no chão para prender os guardas temporariamente e pode caminhar com segurança em cima dos guardas presos. Se um guarda estiver carregando uma barra de ouro ao cair em um buraco, ela será deixada para trás e poderá ser recuperada pelo jogador. Com o tempo, os pisos escavados se regenerarão, preenchendo esses buracos. Um guarda preso que não pode escapar de um buraco antes que ele se encha é consumido, ressurgindo imediatamente em um local aleatório no topo do nível. Ao contrário dos guardas, o personagem do jogador não pode escalar para fora de um buraco e será morto se ele encher antes que ele possa escapar por outros meios. Os pisos podem conter alçapões, através da qual o jogador e os guardas cairão, e alicerce, através do qual o jogador não pode cavar.

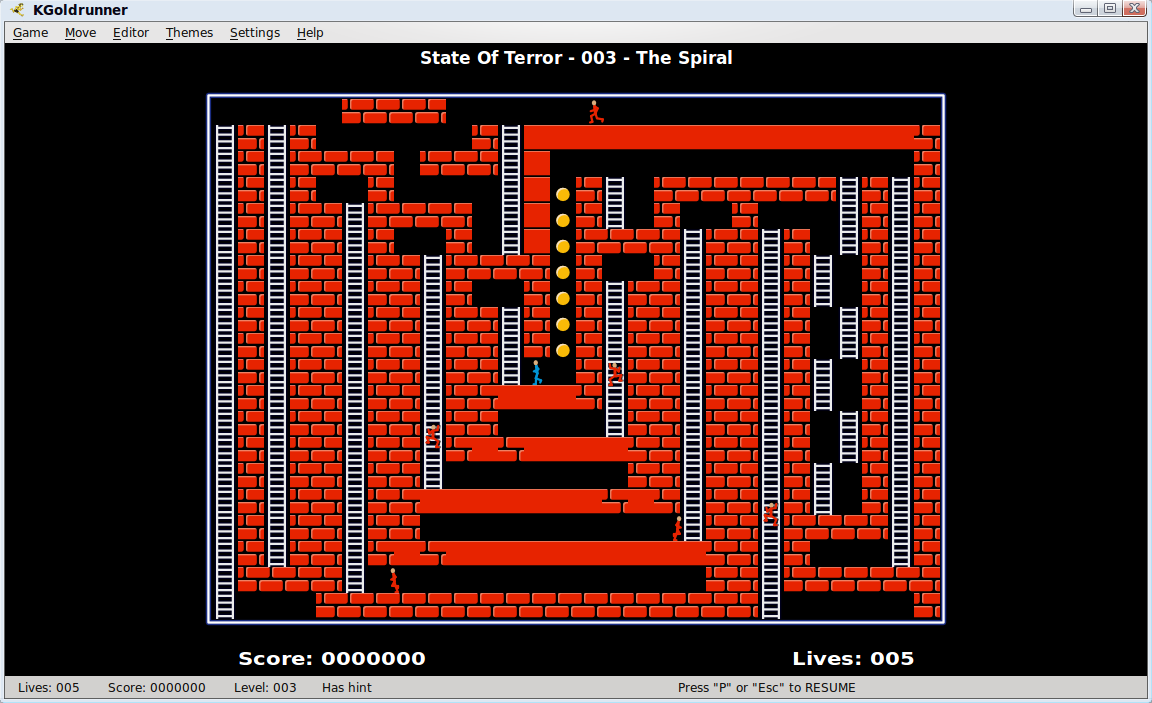
Jogo em progresso

O jogador pode cavar um buraco apenas para qualquer lado e não diretamente abaixo de si mesmo. Isso introduz uma estratégia para quando cavar um buraco com x blocos de profundidade, o jogador deve primeiro cavar um buraco de pelo menos x de largura para poder cavar através dele, já que o número de espaços diminuirá a cada camada, já que o próprio jogador deve ocupar um espaço e precisa de pelo menos um espaço livre adjacente a ele para poder cavar. No entanto, as exceções a esta regra surgem quando o jogador escava da posição de estar em uma escada, ou pendurado em uma barra mão-a-mão, o que permite ao jogador cavar e descer repetidamente uma linha. Esse tipo de escavação está envolvido na resolução de muitos dos níveis.
O jogador começa com cinco vidas; cada conclusão de nível concede uma vida extra. Se um guarda pegar o jogador, uma vida é subtraída e o nível atual é reiniciado. O personagem do jogador pode cair de alturas arbitrárias sem qualquer lesão, mas não pode pular, e os jogadores podem se prender em buracos dos quais a única saída é abortar o nível, custando uma vida, e começar de novo.

## Legado
| Título                                               | Ano de lançamento    | Plataformas                                                                                     | Desenvolvedor (s)                  | Editor (es)                                  | Comentários |
| ---------------------------------------------------- | -------------------- | ----------------------------------------------------------------------------------------------- | ---------------------------------- | -------------------------------------------- | --- |
| Lode Runner                                          | 1983                 | Apple II, Atari 8 bits, Commodore 64, VIC-20, PC                                                | Douglas E. Smith                   | Broderbund                                   | O jogo original publicado pela Broderbund, desenvolvido para Apple II, continha 150 níveis e editor de níveis. |
| Championship Lode Runner                             | 1984                 | Apple II, Commodore 64, VIC-20, ZX Spectrum, Atari 8 bits, SG-1000, Famicom, NES, NEC PC Series | Douglas E. Smith                   | Broderbund, Hudson Soft (para Nintendo)      | Uma sequência direta com 50 níveis editados por fãs e destinados a um jogo experiente. Este jogo também estava programado para ser lançado no Japão em 27 de outubro de 2009 no Console Virtual. |
| Lode Runner                                          | 1984                 | Arcade (placa JAMMA operada por moedas)                                                         | Irem                               | Irem                                         | 24 níveis remixados dos 150 níveis originais de 1983, mas reduzidos para caber em uma grade menor de 24x15. Esta também foi a primeira vez que um jogo fez a transição de um console de entretenimento doméstico para um gabinete de fliperama operado por moedas.                                                                                                 |
| Lode Runner: The Bungeling Strikes Back              | 1984                 | Arcade (tabuleiro Jamma operado por moedas)                                                     | Irem                               | Irem                                         | Consistia em 30 níveis, sendo 10 deles baseados no conjunto original. |
| Lode Runner II                                       | 1985                 | MSX                                                                                             | Douglas E. Smith                   | Broderbund                                   | Versão MSX lançada em 1985 com 50 níveis (22 níveis originais e 28 novos níveis) |
| Lode Runner: O Labirinto Dourado (Majin No Fukkatsu) | 1985                 | Arcade (tabuleiro Jamma operado por moedas)                                                     | Irem                               | Irem                                         | Tal como acontece com as outras versões de arcade Irem continha 30 níveis inspirados no conjunto original. |
| Lode Runner's Rescue                                 | 1985                 | Atari de 8 bits, Commodore 64                                                                   | Joshua Scholar                     | Software Synapse                             | Sequela 3-D com dezenas de níveis de perspectiva 3-D e editor de design de tela. A Computer Gaming World elogiou os gráficos da versão do Atari, mas perguntou: "Qual a probabilidade de um jogo com meninas, ratos, gatos e cogumelos mágicos se chamar 'Resgate do Lode Runner'?" Ele especulou que o editor colocou o nome da série em um jogo não relacionado. |
| Lode Runner: Teikoku Karano Dasshutsu                | 1986                 | Arcade (tabuleiro Jamma operado por moedas)                                                     | Irem                               | Irem                                         | Tal como acontece com as outras versões de arcade Irem continha 30 níveis inspirados no conjunto original. |
| Lode Runner Board Game                               | 1986                 | Jogo de tabuleiro                                                                               | Don Carlston, Broderbund           | Tsukuda Original                             | |
| Super Lode Runner                                    | 1987                 | Famicom Disk System, MSX                                                                        | Irem                               | Irem                                         | |
| Super Lode Runner II                                 | 1987                 | Famicom Disk System, MSX                                                                        | Irem                               | Irem                                         | |
| Hyper Lode Runner                                    | 1989                 | Game Boy                                                                                        | Bandai                             | Bandai                                       | |
| Lode Runner: The Lost Labyrinth                      | 1990                 | PC Engine                                                                                       | Pack-In-Video                      | Broderbund                                   | |
| Battle Lode Runner                                   | 1993                 | PC Engine (apenas no Japão)                                                                     | Hudson Soft                        | Hudson Soft                                  | |
| Lode Runner: The Legend Returns                      | 1994                 | Windows, DOS, Mac OS, Saturn e PSX                                                              | Presage                            | Sierra Online                                | |
| Lode Runner Twin                                     | 1994                 | SNES (apenas no Japão)                                                                          | T&E Soft                           | T&E Soft                                     | |
| Lode Runner Online: The Mad Monks 'Revenge           | 1995                 | Windows, Mac OS                                                                                 | Presage                            | Sierra Online                                | |
| Lode Runner                                          | 1997                 | Jogo de chaveiro dedicado portátil                                                              | XING Entertainment                 | XING Entertainment                           | |
| Lode Runner Extra                                    | 1997                 | Sega Saturn (apenas Japão) 1997, PSX 1998                                                       | Game Arts Co. Ltd                  | PATRA (Sega), Natsume (PSX)                  | |
| Lode Runner 2                                        | 1998                 | Windows, Mac OS                                                                                 | Presage                            | GT Interactive e MacSoft                     | |
| Lode Runner 3-D                                      | 1999                 | Nintendo 64                                                                                     | Big Bang Software                  | Infogrames (EUA / Europa), Banpresto (Japão) | |
| Power Lode Runner                                    | 1999                 | SNES (apenas no Japão)                                                                          | Nintendo                           | Nintendo                                     | |
| Lode Runner: The Dig Fight                           | 2000                 | Arcade operado por moedas (apenas no Japão)                                                     | Psikyo                             | Psikyo                                       | |
| Lode Runner: The Dig Fight versão B                  | 2000                 | Arcade operado por moedas (apenas no Japão)                                                     | Psikyo                             | Psikyo                                       | |
| Lode Runner: WonderSwan                              | 2000                 | WonderSwan (apenas no Japão)                                                                    | Banpresto                          | Banpresto                                    | |
| Lode Runner: Domudomu Dan no Yabou                   | 2000                 | Game Boy Color                                                                                  | XING Entertainment                 | XING Entertainment                           | |
| Lode Runner: Game Boy Advance                        | 2002                 | Game Boy Advance                                                                                | Success                            | Success                                      | |
| Corredor Cubic Lode                                  | 2003                 | Nintendo GameCube, PS2 (apenas no Japão)                                                        | Hudson Soft                        | Hudson Soft                                  | |
| Lode Runner Mobile                                   | 2004                 | Celular                                                                                         | FT Mobile                          | Hudson Soft                                  | |
| Lode Runner: Hudson Best Collection, Vol. 2          | 2005                 | Game Boy Advance                                                                                | Hudson Soft                        | Hudson Soft                                  | |
| Lode Runner DS                                       | 2006                 | Nintendo DS                                                                                     | Hudson Soft                        | Hudson Soft                                  | |
| Lode Runner Deluxe                                   | 2006                 | Celular                                                                                         | Hudson Soft                        | Hudson Soft                                  | |
| Lode Runner                                          | 2007                 | Wii VC                                                                                          | Hudson Soft                        | Hudson Soft                                  | Relançamento do Lode Runner NES original e Battle Lode Runner originalmente para PC Engine |
| Lode Runner Mobile                                   | 2008                 | Telefone celular (Java)                                                                         | Hudson Soft                        | Living Mobile                                | |
| IPod Lode Runner                                     | 2008                 | iPod                                                                                            | Hudson Soft                        | Hudson Soft                                  | O Lode Runner foi disponibilizado para a versão click-wheel do iPod da Apple em meados de dezembro de 2008 com gráficos aprimorados de rolagem. Foi lançado pela HudsonSoft. Ele contém 130 níveis e vários vídeos tutoriais. |
| Championship Lode Runner                             | 2009                 | Wii VC                                                                                          | Nintendo                           | Nintendo                                     | Relançamento do Championship Lode Runner NES original (apenas no Japão) |
| Lode Runner                                          | 2009                 | Xbox 360 LIVE Arcade                                                                            | Tozai Games / SouthEnd Interactive | Tozai Games / Microsoft                      | |
| Lode Runner X                                        | 2012                 | Dispositivos móveis Xperia, Android                                                             | Tozai Games / SouthEnd Interactive | Tozai Games / Sony Ericsson                  | |
| Lode Runner Classic                                  | 2012                 | Windows Phone 7, Android, iOS                                                                   | Tozai Games / Studio Voltz         | Tozai Games / Microsoft                      | |
| Lode Runner Legacy                                   | 2017                 | Windows, MacOS, Linux, Nintendo Switch, PS4                                                     | Tozai Games                        | Tozai Games                                  | |
| Untitled Lode Runner game                            | 2º trimestre de 2021 | Intellivision Amico                                                                             |                                    |                                              | Feito em parceria com a Intellivision Entertainment. |